# Bélchú
Bélchú (Bealchu o Bealcu) di Breifne è un guerriero del Connacht nel Ciclo dell'Ulster della mitologia irlandese. Egli trovò in fin di vita l'eroe dell'Ulster, Conall Cernach, dopo il suo combattimento finale contro Cet mac Mágach. Lo portò quindi a casa sua e lo curò con l'intento di affrontarlo in combattimento quando fosse stato sufficientemente in forze. Con uno stratagemma Conall riuscì a far uccidere nel sonno Bélchú dai figli di costui e poi li uccise tutti e tre, portando con sé come trofei le loro teste. 